# Língua kabalai
Kabalai (Kaba Lai) é uma Chádica falada no sodoeste do Chade.